# Lambda Aurigae
Désignations
Lambda Aurigae (λ Aur, λ Aurigae) est une étoile semblable au Soleil de la constellation boréale du Cocher,. Elle est visible à l'œil nu avec une magnitude apparente visuelle de 4,71. Sur la base de mesures de parallaxe faites par le satellite Gaia, elle est située à ∼ 41 a.l. (∼ 12,6 pc) de la Terre.

## Nomenclature, histoire et mythologie

### Du ciel arabe aux catalogues internationaux
Al Hiba II est  un nom apparu récemment pour λ Aur. C’est, dans le ciel arabe traditionnel, الخباء al-Ḫibā’, « la Tente », un objet classiquement imaginé,, et correspondant au groupe λ, μ et σ Aur d'al-Qazwīnī (XIIIe s.) dans l’édition de Christian Ludwig Ideler (1806), qui donne la transcription ‘El-chinâ’, ce que reprend Richard Allen (1899) sous la forme ’Al H.ibā’. C’est à Jack W. Rhoads que l’on doit le passage de cette transcription au nom Al Hiba II, tandis qu’il nomme μ Aur Al Hiba I, et σ Aur Al Hiba III.

### En Chine
En chinois, 咸池 (Xián Chí), signifiant Bassin d'Harmonie, fait référence à un astérisme constitué de λ Aurigae, ρ Aurigae et HD 36041. Par conséquent, λ Aurigae elle-même est appelée 咸池三 (Xián Chí sān, la troisième étoile du Bassin d'Harmonie).

## Description
Lambda Aurigae est classée comme une étoile naine jaune de type spectral G1 V. Elle est parfois également répertoriée avec un type spectral de G1,5 IV-V Fe-1, ce qui indique que son spectre montre des caractéristiques d'une sous-géante plus évoluée avec une sous-abondance notable en fer. En termes de composition elle est similaire au Soleil, tandis que sa masse et son rayon sont légèrement supérieurs. Elle est 73 % plus lumineuse que le Soleil et diffuse son énergie par son atmosphère externe avec une température effective de 5 890 K. À cette température, l'étoile brille avec la couleur jaune d'une étoile de type G. Elle a un faible niveau d'activité en surface, de telle sorte qu'elle pourrait connaître un analogue du minimum de Maunder.
La présence d'un excès d'émission en infrarouge a été recherchée : elle pourrait indiquer la présence d'un disque de poussières circumstellaire, mais aucun excès significatif n'a été observé. C'est probablement un membre du groupe mouvant d'étoiles d'Epsilon Indi qui partagent un mouvement propre commun dans l'espace. Les composantes de la vitesse spatiale de cette étoile sont [U, V, W] = [+76, –39, –6] km/s.